# Rondefontaine
Rondefontaine là một xã trong vùng hành chính Franche-Comté, thuộc tỉnh Doubs, quận Pontarlier (quận), tổng Mouthe. Tọa độ địa lý của xã là 46° 44' vĩ độ bắc, 06° 10' kinh độ đông. Rondefontaine nằm trên độ cao trung bình là 1032 mét trên mực nước biển, có điểm thấp nhất là 985 mét và điểm cao nhất là 1186 mét. Xã có diện tích 2.72 km², dân số vào thời điểm 1999 là 23 người; mật độ dân số là 8 người/km².

## Thông tin nhân khẩu
| 1962 | 1968 | 1975 | 1982 | 1990 | 1999 |
| ---- | ---- | ---- | ---- | ---- | ---- |
| 19   | 21   | 16   | 21   | 24   | 23   |